# Ricardo Cadena
Ricardo Cadena Martínez (nació el 23 de octubre de 1969 en Guadalajara, Jalisco) es un exfutbolista y entrenador mexicano; jugaba como defensa lateral. Debutó con el Club Deportivo Guadalajara y se retiró con el Club Tijuana. Dirige a la sub-23 de México.
También jugó para Club León, La Piedad, Jaguares de Chiapas, Dorados de Sinaloa y Lagartos de Tabasco. 

## Trayectoria

### Futbolista
Debutó con el C. D. Guadalajara en la Primera División de México en la Temporada 1989-1990. Partió al Club León para la Temporada 1993-1994. 
Después de estar 7 Temporadas con el cuadro Esmeralda, llegó a La Piedad en junio del 2000. Permaneció con los Reboceros en la Primera División 'A' durante un año, hasta que el equipo michoacano ascendió al Máximo circuito para el Invierno 2001.  
Pasó a Jaguares de Chiapas, jugando los torneos Apertura 2002 y Clausura 2003. Después de militar con los Naranjas, fichó con Dorados de Sinaloa para la Temporada 2003-2004, logrando el ascenso con el conjunto Aurinegro para la Temporada 2004-2005 y formando parte del plantel que debutó en Primera División, el primer equipo de aquella entidad en lograrlo. En el 2005, regresó a la División de Plata, primero con Lagartos de Tabasco y después con el Club Tijuana.
En la Primera División de México participó en 334 partidos y anotó 3 goles.

### Entrenador
Luego de su retiro, inició su carrera como auxiliar técnico en el 2006 con Petroleros de Salamanca y después con Dorados de Sinaloa, Irapuato, Unión de Curtidores, Club Necaxa y por último en Correcaminos de la UAT. En el 2015, tras el cese de Álex Aguinaga, toma de forma temporal la dirección técnica de Correcaminos, pero después del buen paso que tuvo el equipo bajo su mando le dieron continuidad para el Apertura 2015. 
En mayo del 2016, fue anunciado como nuevo entrenador de Mineros de Zacatecas. En el Apertura 2016 accedió a la liguilla y fue eliminado en semifinales (por regla de gol de visitante); en el Clausura 2017, fue líder general de la competencia, pero en la liguilla el club zacatecano fue de nueva cuenta eliminado en semifinales. Se alejó de Mineros al concluir el torneo.
Entre mayo del 2017 y el 31 de diciembre del 2018, fue auxiliar de Ricardo Rayas en Correcaminos y Alebrijes de Oaxaca.  
En enero el 2019, ingresó como entrenador de las fuerzas básicas de C. D. Guadalajara, tomando las riendas del equipo sub-17 en julio y consiguiendo el título de la categoría al finalizar el Apertura 2019; en el siguiente semestre entrenó al cuadro sub-20 del Rebaño Sagrado. Fue auxiliar y después entrenador del Tapatío y posteriormente fue nombrado Director técnico interino de las Chivas Rayadas el 14 de abril del 2022, tras la destitución de Marcelo Michel Leaño. Guadalajara accedió a la liguilla del Clausura 2022, pero quedó fuera en 4tos. de final después de caer ante Atlas.
Ya ratificado en el cargo, se desempeñó como técnico del club en el Apertura 2022, accediendo al repechaje y siendo eliminado en tanda penales por el Club Puebla. 
El 16 de octubre del 2022, el Guadalajara anunció el cese de Ricardo Cadena. 
El 3 de septiembre del 2023, fue presentado como el nuevo entrenador de la Selección sub-23 de México. 

## Estadísticas

### Futbolista
| C. D. Guadalajara · México                                                                 |               |               |     |   |    |   |   |     |     |   |
| 1ª                                                                                         | 1989-90       | 2             | 0   | 0 | 0  | - | - | 2   | 0   |   |
| 1ª                                                                                         | 1990-91       | 26            | 0   | 5 | 0  | - | - | 31  | 0   |   |
| 1ª                                                                                         | 1991-92       | 11            | 0   | 3 | 0  | - | - | 14  | 0   |   |
| 1ª                                                                                         | 1992-93       | 30            | 0   | - | -  | - | - | 30  | 0   |   |
| Total club                                                                                 | Total club    | 69            | 0   | 8 | 0  | - | - | 77  | 0   |   |
| C. León · México                                                                           |               |               |     |   |    |   |   |     |     |   |
| 1ª                                                                                         | 1993-94       | 33            | 2   | - | -  | - | - | 33  | 2   |   |
| 1ª                                                                                         | 1994-95       | 25            | 1   | 1 | 0  | - | - | 26  | 1   |   |
| 1ª                                                                                         | 1995-96       | 14            | 0   | 0 | 0  | - | - | 14  | 0   |   |
| 1ª                                                                                         | 1996-97       | 27            | 0   | 5 | 0  | - | - | 32  | 0   |   |
| 1ª                                                                                         | 1997-98       | 30            | 0   | - | -  | - | - | 30  | 0   |   |
| 1ª                                                                                         | 1998-99       | 29            | 0   | - | -  | 4 | 1 | 33  | 1   |   |
| 1ª                                                                                         | 1999-00       | 28            | 0   | - | -  | - | - | 28  | 0   |   |
| Total club                                                                                 | Total club    | 186           | 3   | 6 | 0  | 4 | 1 | 196 | 4   |   |
| C. F. La Piedad · México                                                                   |               |               |     |   |    |   |   |     |     |   |
| 2ª                                                                                         | 2000-01       | 37            | 0   | - | -  | - | - | 37  | 0   |   |
| 1ª                                                                                         | 2001-02       | 36            | 0   | - | -  | - | - | 36  | 0   |   |
| Total club                                                                                 | Total club    | 73            | 0   | - | -  | - | - | 73  | 0   |   |
| Jaguares de Chiapas · México                                                               |               |               |     |   |    |   |   |     |     |   |
| 1ª                                                                                         | 2002-03       | 32            | 0   | - | -  | - | - | 32  | 0   |   |
| Total club                                                                                 | Total club    | 32            | 0   | - | -  | - | - | 32  | 0   |   |
| Dorados de Sinaloa · México                                                                |               |               |     |   |    |   |   |     |     |   |
| 2ª                                                                                         | 2003-04       | 28            | 0   | - | -  | - | - | 28  | 0   |   |
| 1ª                                                                                         | 2004          | 11            | 0   | - | -  | - | - | 11  | 0   |   |
| Total club                                                                                 | Total club    | 39            | 0   | - | -  | - | - | 39  | 0   |   |
| Lagartos de Tabasco · México                                                               |               |               |     |   |    |   |   |     |     |   |
| 2ª                                                                                         | 2005          | 11            | 0   | - | -  | - | - | 11  | 0   |   |
| Total club                                                                                 | Total club    | 11            | 0   | - | -  | - | - | 11  | 0   |   |
| Club Tijuana · México                                                                      |               |               |     |   |    |   |   |     |     |   |
| 2ª                                                                                         | 2005          | 18            | 0   | - | -  | - | - | 18  | 0   |   |
| Total club                                                                                 | Total club    | 18            | 0   | - | -  | - | - | 18  | 0   |   |
| Total carrera                                                                              | Total carrera | Total carrera | 428 | 3 | 14 | 0 | 4 | 1   | 446 | 4 |
| (1)Incluye datos de la Copa México. (2)Incluye datos de la Copa Campeones CONCACAF (1998). |               |               |     |   |    |   |   |     |     |   |

### Entrenador
| Club                       | País   | Año       | P   | PG | PE | PP |
| -------------------------- | ------ | --------- | --- | -- | -- | -- |
| Correcaminos de la UAT     | México | 2015      | 16  | 6  | 2  | 8  |
| Mineros de Zacatecas       | México | 2016-2017 | 38  | 21 | 8  | 9  |
| Tapatío                    | México | 2021-2022 | 30  | 10 | 9  | 11 |
| C. D. Guadalajara          | México | 2022      | 25  | 10 | 9  | 6  |
| Selección sub-23 de México | México | 2023-2024 | 13  | 6  | 3  | 4  |
| Total                      | Total  | Total     | 122 | 53 | 31 | 38 |

## Selección nacional de México

### Categorías menores
Sub-23
Fue convocado a los Juegos Olímpicos de Barcelona 1992, jugando los tres partidos que disputó la selección.
| Torneo                   | Sede   | Resultado    |
| ------------------------ | ------ | ------------ |
| Juegos Olímpicos de 1992 | España | Primera fase |

### Absoluta
Debutó el 29 de junio de 1993 en un amistoso frente a Costa Rica siendo su único encuentro jugado con la selección mayor; formó parte del plantel Campeón de la Copa de Oro de la Concacaf 1993.
| # | Fecha               | Rival      | Sede     | Estadio           | Resultado | Competición |
| - | ------------------- | ---------- | -------- | ----------------- | --------- | ----------- |
| 1 | 29 de junio de 1993 | Costa Rica | San José | Estadio La Sabana | 2 - 0     | Amistoso    |

| Copa                            | Sede           | Resultado |
| ------------------------------- | -------------- | --------- |
| Copa de Oro de la Concacaf 1993 | Estados Unidos | Campeón   |

## Palmarés

### Futbolista
Campeonatos nacionales
| Categoría            | Título                   | Club               | País   |
| -------------------- | ------------------------ | ------------------ | ------ |
| Primera División 'A' | Verano 2001              | La Piedad          | México |
| Primera División 'A' | Final de Ascenso 2000-01 | La Piedad          | México |
| Primera División 'A' | Apertura 2003            | Dorados de Sinaloa | México |
| Primera División 'A' | Final de Ascenso 2003-04 | Dorados de Sinaloa | México |

### Entrenador
Campeonato nacional
| Categoría | Título        | Club                     | País   |
| --------- | ------------- | ------------------------ | ------ |
| Sub-17    | Apertura 2019 | C. D. Guadalajara Sub-17 | México |

Campeonato internacional
| Título               | Club                       | Sede  | Año  |
| -------------------- | -------------------------- | ----- | ---- |
| Juegos Panamericanos | Selección sub-23 de México | Chile | 2023 |